# Кулунье-Шамье (кантон)
Кулунье́-Шамье́ (фр. Coulounieix-Chamiers) — кантон во Франции, находится в регионе Аквитания, департамент Дордонь. Входит в состав округа Перигё.
Код INSEE кантона — 2404. Всего в кантон Брантом входит 4 коммуны, из них главной коммуной является Кулунье-Шамье.
Кантон был образован в марте 2015 года.

## Население
Население кантона на 2015 год составляло … человек.

## Коммуны кантона
| Коммуна          | Население, чел. (2012) | Почтовый индекс | Код INSEE |
| ---------------- | ---------------------- | --------------- | --------- |
| Кулунье-Шамье    | 8130                   | 24660           | 24138     |
| Марсак-сюр-л’Иль | 2965                   | 24430           | 24256     |
| Разак-сюр-л’Иль  | 2414                   | 24430           | 24350     |
| Шанселад         | 4275                   | 24650           | 24102     |